# جنگلبان و باران
جنگلبان و باران (انگلیسی: The Woodsman and the Rain) فیلمی ژاپنی در سبک کمدی است که در سال ۲۰۱۱ منتشر شد. از بازیگران آن می‌توان به کوجی یاکوشو، شون اوگوری، کنگو کورا، تسوتومو کامازاکی و ماساتو ایبو اشاره کرد.